# Joe Farrell
Joe Farrell (Joseph Carlo Firrantello, Chicago Heights, 16 de diciembre de 1937 - Los Ángeles, 10 de enero de 1986) fue un músico estadounidense de jazz que destacó por su versatilidad en instrumentos de viento, dominando el saxo tenor, el saxo soprano, así como la flauta travesera.
Es conocido por su discografía como líder, especialmente en el sello CTI, y fue miembro fundador de la banda Return to Forever junto a Chick Corea. Además de su brillante carrera como solista, fue un músico de sesión muy solicitado, enriqueciendo con su sonido docenas de grabaciones de otros artistas de muy diversos estilos.

## Primeros años e influencias
Nació en una familia de ascendencia italiana donde la música era una constante: su padre tocaba la guitarra y su hermano, la mandolina. A los 11 años, su cuñado Carmen Golerino, un músico de Chicago que tocaba el clarinete y el saxo tenor, le regala un clarinete de metal, varios discos de Benny Goodman, y le imparte sus primeras clases de música. Un año después, su padre le compró un clarinete de madera con el que empezó a tocar en la banda de su escuela.
Pero lo que el joven Joseph quería tocar era el saxo tenor y, en 1953, fue a la fábrica de la prestigiosa marca Selmer y se compró uno. En conversaciones con el productor discográfico Don Schlitten, confesará: «En cuanto a la música, quería tocar jazz, pero no sabía nada, ni cómo improvisar ni de qué iba». Así que fue a Chicago a y se matriculó en la Roy Knapp Music School para estudiar saxofón, bajo la dirección de Joe Sirolla. Comenzó a frecuentar los clubes de jazz de la ciudad, donde quedó impresionan por la música de Johnny Griffin e Ira Sullivan, considerando a este último un músico de jazz que tocaba la trompeta, el saxo, la flauta y el fiscorno, como su primera inspiración y su principal influencia. Farrell siguió a estos dos músicos durante semanas, dondequiera que actuaban.
Dos años después, ingresó en la Universidad de Illinois para estudiar flauta atraído por la seriedad del profesor Charles De Laney. Allí formó parte de la orquesta sinfónica y participó en cuartetos de viento. Tras las clases, continuó aprendiendo a tocar el saxo tenor, a estudiar y memorizar los solos de Charlie Parker y, sobre todo, se dedicó a escuchar la música de Stan Getz, Sonny Rollins, Max Roach y Clifford Brown.
Motivado por Parker, formó en 1958 un grupo de tres saxos y se presentó con él en el primer 'Notre Dame Jazz Festival Contest', organizado por la Universidad de Notre Dame. Interpretaron arreglos de los solos de Bird y, aunque no fueran premiados, regresó en 1970 para formar parte del jurado de éste prestigioso certamen de jazz.
Empezó a tocar regularmente en varios clubes de Chicago, especialmente en el Radolph Rendevouz, acompañando a sus admirados Ira Sullivan y Johnny Griffin, así como a los saxofonistas John Gilmore y Franz Strozier, al pianista Jodie Christian y al baterista Wilbur Campbell. Consiguió su primer trabajo profesional tocando el saxo barítono en la big band del músico de origen italiano Ralph Martirie, quien gozaba de cierto renombre a finales de los 50.

## Carrera profesional

### 1959-65: Nueva York y big bands
Tras graduarse en 1959, se mudó a Nueva York donde se estableció como músico independiente, ya bien afianzado en la técnica bop del saxofón.
Por mediación del baterista Stu Martin, encontró trabajo casi de inmediato en la big band del trompetista canadiense Maynard Ferguson. Fue con Ferguson, ya definitivamente conocido como Joe Farrell, que hizo su debut discográfico en 1960 con el álbum Newport Suite. Salió de gira con la banda de Ferguson hasta 1965. Durante ese periodo, Farrell colaboró también con músicos de la talla de Charles Mingus, Slide Hampton, Willie Bobo, el trompetista jamaicano Dizzy Reece, el baterista Rufus "Speedy" Jones y la big band del guitarrista Sal Salvador, grabando distintos álbumes como músico de sesión.
En 1965, se unió al cuarteto del pianista Jaki Byard, con quien grabó un par de álbumes y realizó varias giras. Simultáneamente, se incorporó a la recién formada big band de Thad Jones y Mel Lewis,  mientras seguía tocando en la banda de jazz del club Playboy en el Hell's Kitchen de Manhattan.

### 1966-70: Chick Corea y CTI Records
Durante este período, Farrell colaboró con una amplia gama de músicos de jazz, tanto de hard bop como de soul-jazz. 
Entre 1966 y 1970, participó en docenas de grabaciones junto a figuras destacadas como Harold Vick, Bobby Timmons, Grady Tate, Mongo Santamaria, Jimmy Smith, Herbie Hancock, Stanley Turrentine y, especialmente, con el baterista Elvin Jones, con quien formó parte de diversas bandas tanto en giras como en estudios de grabación.
En 1966, Farrell participó en la grabación de  Tones for Joan's Bones, el álbum de debut de Chick Corea, por aquel entonces un joven pianista de 25 años relativamente desconocido. Esta colaboración marcó el inicio de una fructífera relación entre ambos músicos.
Dos años más tarde, en 1968, Farrell colaboró en la grabación de Dance With Death del pianista Andrew Hill, el cual, a pesar de haberse grabado ese año, no sería publicado hasta 1980.  Según Thom Jurek, de AllMusic, esto se debió a que Blue Note se había especializado en el soul-jazz, mientras que la música de Hill, con sus fuertes raíces en el hard-bop y el post-bop, y sus innovaciones armónicas, resultaba discordante con el catálogo del sello a finales de los 60. 
Asimismo, tuvo la oportunidad de conocer y trabajar con el pionero del jazz brasileño Hermeto Pascoal, quien le presentó a la pareja formada por Airto Moreira y Flora Purim. Con ellos, establecería una estrecha relación que se prolongaría hasta el final de su carrera.
En 1968, Farrell fue reconocido por la revista de jazz Down Beat como la nueva estrella más prometedora en saxo tenor, según la encuesta de la crítica internacional, y en 1969 como el mejor saxo soprano, de acuerdo con la encuesta de los lectores.
1970 fue un año decisivo para Farrell,  quien había consolidado su posición en Nueva York como músico de sesión de primer nivel. Participó en grabaciones para figuras como Elvin Jones, Antonio Carlos Jobim, Johnny Hodges, Mose Allison y Laura Nyro. Ese mismo año, tras haber colaborado como músico de estudio en cerca de 200 álbumes, firmó con el emergente sello CTI de Creed Taylor.  En julio, grabó su primer álbum como líder, The Joe Farrell Quartet (también conocido como Song of the Wind), acompañado por músicos de la talla de Corea, John McLaughlin, Jack DeJohnette y Dave Holland. El disco fue aclamado por la crítica y consolidó a Farrell como una figura destacada en los clubes de Nueva York y Los Ángeles. A este trabajo le siguieron otros cinco álbumes como líder para CTI , incluyendo Benson & Farrell, a dúo con George Benson.
Cada álbum de este período mostró una evolución constante desde el jazz fusión hacia el funk y la vanguardia, caracterizado por una intensidad vibrante.

### 1971-72: Return To Forever
Aunque Farrell seguía siendo miembro activo del cuarteto de Elvin Jones, también tocaba en multitud de sesiones de grabación. Solo durante 1971, colaboró en álbumes de The Band, el grupo de rock de Nueva Jersey The Rascals,  la cantante Roberta Flack y el pianista Gap Mangione.
En 1971 grabó su segundo álbum como solista para CTI, Outback, considerado por los críticos como uno de sus mejores trabajos. En este LP, que incluía cuatro temas originales, estuvo acompañado por un trío formado por Chick Corea, Elvin Jones y Airto Moreira. Para Thom Jurek de AllMusic 'Outback no es una cita con el funk o la fusión de orientación comercial, sino un ejercicio aventurero, picante y en la cuerda floja entre la composición abierta y la improvisación.' El álbum fue nominado en 1972 al Grammy en la categoría de "Mejor Interpretación de Jazz por un Grupo" en la 15ª edición de los Premios.
En febrero de 1972 se produjo el debut discográfico de la primera formación de la legendaria banda de Chick Corea, Return to Forever, con la grabación de este álbum clásico, con el mismo nombre del grupo. En este trabajo discográfico participaron junto a Corea, Joe Farrell al saxo soprano y flauta, la vocalista Flora Purim, el batería y percusionista Airto Moreira, y Stanley Clarke al contrabajo y al bajo eléctrico. El álbum fue lanzado ese mismo año por el sello alemán ECM.

### 1973-76: Músico de estudio
A mediados de los años 70, la escena del jazz fusión estaba en pleno auge. En este contexto, Joe Farrell había consolidado su reputación como un destacado músico de estudio. Estos fueron los años de mayor actividad y éxito del músico en los que colaboró en docenas de sesiones de grabación y participó en numerosas giras.
En 1973, además de lanzar su tercer álbum como líder, Moon Germs, una incursión en el lado eléctrico del jazz grabado para CTI en 1972, participó en una serie de proyectos discográficos destacados. Entre ellos, colaboró con Aretha Franklin, contribuyendo con un solo de flauta en el éxito "Until You Come Back to Me (That's What I'm Gonna Do)", en la voz de la cantante, este tema de Stevie Wonder consiguió un éxito millonario en el Top 10 de las listas Billboard. La canción alcanzó el n.º 1 en la lista R&B y el n.º 3 en la lista Hot 100 en 1974. También trabajó con Daryl Hall & John Oates, Billy Cobham,  Don Sebesky y Santana, para quien interpretó otro memorable solo de flauta en el tema "When I Look into Your Eyes" del álbum Welcome (1973). Por supuesto, continuó su participación en Return to Forever.

### 1977-78: Los Ángeles y Warner Records
En 1977, Farrell se mudó a Los Ángeles y firmó un contrato con Warner Bros.. Su primer álbum con este sello, La Catedral y El Toro, producido por William Eaton, representó un cambio contundente en su carrera. La fusión de ritmos latinos con elementos de jazz-funk y disco que lo alejó considerablemente de sus trabajos anteriores, adoptando un sonido más comercial. Desafortunadamente, este experimento no fue bien recibido por la crítica, que lo consideró un proyecto fallido donde el talento de Farrell y de destacados músicos como Eric Gale, Steve Gadd, Richard Tee y Ralph MacDonald quedó desaprovechado.
Ese mismo año, además de participar en dos álbumes del músico argentino Lalo Schifrin, Farrell colaboró con Return to Forever en diversas grabaciones, incluyendo el LP en vivo Live, que se grabó en el Palladium de Nueva York los días 20 y 21 de mayo de 1977 como parte de la gira de presentación del álbum Musicmagic. Además, participó en las sesiones de la banda 'CTI All-Stars', un colectivo de destacados músicos de jazz que se reunían bajo el sello CTI para fusionar elementos del jazz con el soul y el pop, y realizar conciertos y grabaciones en directo.
En 1978, Farrell dio un giro radical con la publicación de Night Dancing, otro álbum de jazz fusión pero con un estilo funk algo anticuado. Aunque fue rechazado por los críticos de jazz debido a sus arreglos excesivamente comerciales, el disco encontró una gran aceptación entre los DJ de todo el mundo y, posteriormente, se convirtió en una fuente de inspiración para productores de hip hop y música electrónica, quienes lo samplearon en numerosas ocasiones.
Paralelamente a su colaboración con Maynard Ferguson, Farrell mantuvo su vínculo con el círculo de músicos de Chick Corea. Además de sus giras con Return to Forever, participó en la grabación de tres álbumes de Corea en 1978. Durante esos dos años, también colaboró con artistas como Art Garfunkel, Carly Simon, Jeff Lorber y con la banda del pianista Harris Simon, aunque el álbum grabado con este último en 1978, New York Connection, no se llegó a publicar hasta 1980.

### 1979-80: Mingus Dinasty Band y Fuse One
En 1979, se unió a la 'Mingus Dynasty Big Band' que formó Sue Mingus, viuda del bajista fallecido en enero de ese año. Además de participar en el álbum de debut de la banda Chair in the Sky, salió de gira con el grupo por todo el mundo. Ese mismo año, Farrell también lanzó otro álbum como líder, Skate Board Park para Xanadu Records, considerado una de las mejores sesiones en las que sólo toca el saxo tenor. Ese año, también tocó en discos del teclista Neil Larsen, el trompetista Freddie Hubbard y con la banda 'The Jeff Lorber Fusion'.
En 1980, Farrell y algunos incondicionales de CTI formaron el supergrupo de jazz-funk de estudio 'Fuse One'. Su álbum debut, homónimo, fue producido por Creed Taylor e incluía a un elenco estelar de músicos: el pianista Ronnie Foster, el baterista Leon 'Ndugu' Chancler, Stanley Clarke, Jeremy Wall, McLaughlin, Larry Coryell, Paulinho Da Costa, Lenny White y el pianista Jorge Dalto. El disco alcanzó los primeros puestos de las listas de jazz. Durante ese año, Farrell también colaboró con 'Harris Simon Group, Don Sebesky y Jack McDuff. Además, publicó dos álbumes grabados en directo con un marcado estilo post-bop: Farrell's Inferno, grabado en el club de jazz Pasquale's de Malibu y editado por Jazz Ala Carte,  y Jazz Gala 1980 Vol. 3, una colaboración con Paul Horn grabado en el Palm Beach Casino de Cannes y publicado por Legends Of Music.

### 1981-84: Jazz latino, post-bop y Art Pepper
En 1981, se lanzaron dos álbumes en los que había participado Farrell:  Live at Montreux, grabado en el Festival de Jazz de Montreux de 1980 con el grupo homenaje Mingus Dynasty, y el clásico de jazz latino La Cuna del percusionista Ray Barretto, grabado en 1979. Además, publicó su propio disco: Sonic Text, un excelente trabajo post-bop para el sello Contemporary Records en el que Farrell interpretó cuatro temas al saxo tenor y uno al soprano y a la flauta travesera.
El 23 de marzo de 1982, entró en los Estudios Annex de Hollywood California, para grabar dos sesiones que dieron lugar a dos álbumes: uno de Farrell como líder titulado Someday y el otro con el saxofonista Art Pepper, Darn That Dream, ambos respaldados por el trío de Pepper formado por el pianista George Cables, el baterista John Dentz y el contrabajista Tony Dumas. Esta fue la primera y única grabación de Farrell y Pepper.
En 1983, forma un cuarteto con el batería Louis Hayes con el que continuó tocando en clubs de jazz y con el que publica en 1984 el LP Vim 'n' Vigor con el sello Timeless, una grabación en la que Farrell está en una excelente forma y en la que la música oscila entre el hard bop y el post bop. Ese mismo año, reanudó su relación de trabajo con Airto Moreira, tocando en el álbum del percusionista Latino / Aquí Se Puede.

### 1985-86: Últimos años
En 1985, a Farrell le diagnosticaron un cáncer óseo, pero se negó a bajar el ritmo. Ese año se reunió nuevamente con  Airto Moreira y Flora Purim, con los que había tocado a lo largo de los años, para grabar dos trabajos con ellos: el álbum para Flora Humble People, y unos meses más tarde, Three-Way Mirror en el sello Reference Recordings, un álbum coproducido por los tres artistas que fusiona el jazz brasileño con elementos pop y post-bop; ésta fue la última grabación de Farrell y en el se le puede escuchar en plena forma, tocando el saxo tenor, soprano y la flauta en distintos temas a pesar de su enfermedad.
El 1 de junio de 1986, a la edad de 48 años, Joe Farrell falleció en el centro para el tratamiento del cáncer City of Hope en Duarte, Los Ángeles. Dejó dos hijas y un hijo.

## Legado
Farrell, un consumado saxofonista y flautista, es venerado no solo por los aficionados al jazz, sino también por los seguidores del funk, el hip-hop y la EDM (Música de Baile Electrónica). Considerado un pionero, intentó borrar las fronteras entre el jazz, el pop y la pista de baile.
En 2008, la hija de Farrell, Kathleen Firrantello, presentó una demanda contra los raperos Kanye West, Method Man, Redman y Common, y sus respectivos sellos discográficos, pertenecientes al grupo de Universal Music, por utilizar supuestamente en sus canciones partes de la composición musical de Farrell «Upon This Rock», de 1974, sin su aprobación. Firrantello solicitaba una indemnización punitiva de al menos un millón de dólares y pedía que no se hicieran, vendieran ni interpretaran más copias de esas canciones.
Poco más de un año después de que se presentara la demanda, las partes notificaron al juez que habían llegado a un acuerdo para poner fin al caso, el cual se cerró a principios de 2010.

## Discografía

### Como líder / colíder
| Año lanzamiento | Fecha grabación                          | Título                        | Discográfica         | Músicos |
| --------------- | ---------------------------------------- | ----------------------------- | -------------------- | --- |
| 1970            | 1-2 de julio de 1970                     | Joe Farrell Quartet           | CTI                  | Joe Farrell (ts, fl, ob); Chick Corea (p); John McLaughlin (g en 1 y 7); Dave Holland (b); Jack DeJohnette (d). |
| 1972            | 4 de noviembre de 1971                   | Outback                       | CTI                  | Joe Farrell (ts, ss, fl, pic); Chick Corea (ep); Buster Williams (b); Elvin Jones (d); Airto Moreira (per). |
| 1973            | 21 de noviembre de 1972                  | Moon Germs                    | CTI                  | Joe Farrell (ss, fl, ); Herbie Hancock (ep); Stanley Clarke (b); Jack DeJohnette (d); Airto Moreira (per). |
| 1973            | octubre 1973                             | Penny Arcade                  | CTI                  | Joe Farrell (ts, ss, fl, pic); Herbie Hancock (p); Joe Beck (g); Herb Bushler (b); Steve Gadd (d); Don Alias (cng). |
| 1974            | marzo de 1974 y octubre de 1973 (tema 2) | Upon This Rock                | CTI                  | Joe Farrell (ts, ss, fl); Herbie Hancock (p en 2); Joe Beck (g); Herb Bushler (b); Jimmy Madison (d); Steve Gadd (d en 2); Don Alias (cng en 2). |
| 1975            | noviembre, diciembre 1974                | Canned Funk                   | CTI                  | Joe Farrell (ts, ss, bs,fl); Joe Beck (g); Herb Bushler (b); Jimmy Madison (d); Ray Mantilla (cng, per). |
| 1976            | 20 y 21 de enero y 12 de marzo de 1976   | Benson & Farrell              | CTI                  | Joe Farrell (fl en 1, 3, 5 y ss en 3,4); George Benson (g); Don Grolnick (ep en 1-4); Sonny Bravo (p en 5); Eric Gale (g en 1,3); Steve Khan (g en 2,4); Will Lee (b en 1-4); Gary King (b en 5); Andy Newmark (d en 1-4); Nicky Marrero (per); Jose Madera (cng en 5); Michael Collaza (tim en 5); Eddie Daniels (fl en 1,3,5); David Tofani (fl en 1,3). |
| 1977            | 1977                                     | La Catedral y El Toro         | Warner Bros.         | Joe Farrell (fl en 5, 6, ts en 2, 3, 4, ss en 1, 2, ob en 5); Eric Gale (g); Jay Berliner (g en 1); Richard Tee (p); Kenneth Bichel (sint en 1); Dave Grusin (sint en 4); Anthony Jackson (b); Stanley Clarke (b en 1); Steve Gadd (d); Chris Parker (d); Ralph MacDonald (cng, per); Rubens Bassini (per en 3); Orquesta - Sección Viento: Randy Brecker, Michael Brecker, Alan Rubin, Victor Paz, Barry Rogers, Dave Taylor, Paul Faulise, George Young, Ronnie Cuber, Brooks Tillotson, Ray Alonge, Tony Miranda, Jim Buffington, Tony Price. Sección Cuerda: Charles Libove, Selwart Clarke, David Nadien, Alan Shulman, Kermit Moore, Joe Malin, Max Ellen, Sanford Allen, Julien Barber, George Duvivier, Max Pollikoff, Harry Cykman, Alfred Brown, Regis Iandorio, Avram Weiss. |
| 1978            | 1978                                     | Night Dancing                 | Warner Bros.         | Joe Farrell (ts, ss, fl); Herbie Hancock (p, ep); Victor Feldman (p, ep); Michael Boddicker (sint, clv); Lee Ritenour (g); Jay Graydon (g); Richard Greene y Beryl Marriott (vn, va); Robert W. Daugherty (b); Abraham Laboriel (b); Mike Porcaro (b); Chuck Rainey (b); John Guerin (d); Jeff Porcaro (d); Harvey Mason (d); Airto Moreira (per); Paulinho Da Costa (cng); Joe Romano (ts); Oscar Brashear (tp); Garnett Brown (vtb); Quitman Dennis (bs); Chuck Findley (tp); Lew McCreary (vtb); Flora Purim (voc); Andrea Robinson (voc). |
| 1979            | 29 de enero de 1979                      | Skate Board Park              | Xanadu               | Joe Farrell (ts); Chick Corea (p, ep); Bob Magnusson (b); Larance Marable (d). |
| 1980            | 27-28 de noviembre de 1979               | Sonic Text                    | Contemporary         | Joe Farrell (ts, ss, fl); Freddie Hubbard (tp, fis ); George Cables (p, ep); Tony Dumas (b, eb ); Peter Erskine (d). |
| 1980            | 1980                                     | Farrell’s Inferno             | Contemporary         | Joe Farrell (ts, ss, fl); Victor Feldman (p); Bob Magnusson (b); John Guerin (d). |
| 1982            | 23 de marzo de 1982                      | Darn That Dream               | Real Time Records    | Joe Farrell (ts); Art Pepper (as); George Cables (p); Tony Dumas (b); John Dentz (d). |
| 1983            | 15 de noviembre de 1983                  | Vim ‘n’ Vigor                 | Timeless             | Joe Farrell (ts, ss, fl); Rob van den Broeck (p); Harry Emmery (b); Louis Hayes (d). |
| 1985            | agosto de 1984 y junio de 1985           | Clark Woodard and Joe Farrell | BCS                  | Joe Farrell (ts, fl); John Larkin (p, voc); Shelby Flint (voc); Bob Harrison (b); Clark Woodard (d). |
| 1985            | 5 de mayo de 1985                        | Three-Way Mirror              | Reference Recordings | Joe Farrell (ts en 6, 7, ss en 3,8, fl en 2, 4, 8, per en 7,8 ); Flora Purim (voc en 1, 3, 5, 6); Jose Neto (g en 1,5); Kei Akagi (p en 2-4, 6-8); Randy Tico (b en 1, 5); Airto Moreira (per en 1, 3, 5, 7, voc en 1, 7, d en 2, 4, 6, 7, 8); Mike Shapiro (per en 1, 5); Tony Gordin (per en 1, 5); Mark Egan (b en 2-4, 6-8, per en 7, 8 ). |

Abreviaturas de instrumentos musicales: as (saxofón alto), b (contrabajo), bars (saxofón barítono), clv (clavecín), cng (conga), d (batería), eb (bajo eléctrico), ep (piano eléctrico), fis (fliscorno), fl (flauta), g (guitarra), org (órgano), ob (oboe), p (piano),  pic (picolo),per (percusión), sint (sintetizador), ss (saxofón soprano), tb (trombón), tim (timbales),tp (trompeta), tpa (trompa), ts (saxofón tenor), tu (tuba), va (viola), vc (violonchelo), vib (vibráfono), voc (vocalista), vn (violín), vtb (trombón con válvulas).

### Como músico de sesión
| Con Mose Allison - Hello There, Universe (Atlantic, 1970) - Your Mind Is on Vacation (Atlantic, 1976) Con Patti Austin - End of a Rainbow (CTI, 1976) - In My Life (CTI, 1983) Con Average White Band - AWB (Atlantic, 1974) Con The Band - Rock of Ages (Capitol, 1972) Con Ray Barreto - La Cuna (CTI, 1981) - Grabado en 1979. Con los Bee Gees - Main Course (RSO, 1975) Con George Benson - Tell It Like It Is (A&M/CTI, 1969) - Good King Bad (CTI, 1976) - Pacific Fire (CTI, 1983) - Grabado en 1975. Con Willie Bobo - Bobo's Beat (Roulette, 1962) Con Frank Butler - Wheelin' and Dealin' (Xanadu, 1978) Con Jaki Byard - Jaki Byard Quartet Live! (Prestige, 1965) - The Last from Lennie's (Prestige, 2003) With George Cables - Circle (Contemporary, 1985 - Grabado en 1979) Con Billy Cobham - Spectrum (Atlantic, 1973) Con Chick Corea - Tones for Joan's Bones (Vortex, 1966) - The Leprechaun (Polydor, 1976) - The Mad Hatter (Polydor, 1978) - Secret Agent (Polydor, 1978) - Friends (Polydor, 1978) - Tap Step (Warner Bros., 1980) Con Return to Forever - Return to Forever (ECM, 1972) - Light as a Feather (Polydor, 1972) - Musicmagic (Columbia, 1977) - Live (Columbia, 1977) Con Lou Donaldson - Sophisticated Lou (Blue Note, 1973) Con Maynard Ferguson - Newport Suite (Roulette, 1960) - Let's Face the Music and Dance (Roulette, 1960) - Maynard '61 (Roulette, 1961) - Double Exposure (Atlantic, 1961) - Two's Company (Roulette, 1961) - Maynard '64 (Roulette, 1963) Grabado 1959-62 - Primal Scream (Columbia, 1976) - Conquistador (Columbia, 1977) Con Aretha Franklin - Let Me in Your Life (Atlantic, 1973) Con Fuse One - Fuse One (CTI, 1980) Con Art Garfunkel - Watermark (Columbia, 1977) Con Grant Green - The Main Attraction (Kudu, 1976) Con Urbie Green - The Fox (CTI, 1976) Con Daryl Hall & John Oates - Abandoned Luncheonette (Atlantic, 1973) Con Slide Hampton - Explosion! The Sound of Slide Hampton (Atlantic, 1962) Con Andrew Hill - Dance with Death (Blue Note, 1968 - publicado 1980) - Passing Ships (Blue Note, 1969 - publicado 2003) Con Johnny Hodges - 3 Shades of Blue (Flying Dutchman, 1970) Con Freddie Hubbard - The Love Connection (A&M, 1979) Con Jackie and Roy - A Wilder Alias (CTI, 1973) With Antônio Carlos Jobim - Stone Flower (CTI, 1970) - Tide (A&M, 1970) - Urubu (Warner Bros., 1976) | Con Elvin Jones - Puttin' It Together (Blue Note, 1968) - The Ultimate (Blue Note, 1968) - Poly-Currents (Blue Note, 1970) - Genesis (Blue Note, 1971) - Merry-Go-Round (Blue Note, 1971) - New Agenda (Vanguard, 1975) Con la Orquesta de Thad Jones / Mel Lewis - Presenting Thad Jones/Mel Lewis and the Jazz Orchestra (Solid State, 1966) - Live at the Village Vanguard (Solid State, 1967) - Monday Night (Solid State, 1968) - Central Park North (Solid State, 1969) - Consummation (Solid State, 1970) Con Rufus "Speedy" Jones - Five on Eight (Cameo, 1964) Con Lee Konitz - Chicago'n All That Jazz (Groove Merchant, 1975) Con John Larkin (Scatman John) - John Larkin (Transition, 1986) Con Neil Larsen - High Gear (Horizon/A&M, 1979) Con The Jeff Lorber Fusion - Soft Space (Inner City Records, 1978) - Water Sign (Arista, 1979) Con Arif Mardin - Journey (Atlantic, 1974) Con Pat Martino - Strings! (Prestige, 1967) Con Jack McDuff - The Fourth Dimension (Cadet, 1974) - Sophisticated Funk (Chess, 1976) Con Charles Mingus - Pre-Bird (Mingus Revisited) (Mercury, 1960) Con Mingus Dinasty Band - Chair in the Sky (Elektra, 1979) - Live at Montreux (Atlantic, 1980) Con Blue Mitchell - Many Shades of Blue (Mainstream, 1974) Con James Moody - The Blues and Other Colors (Milestone, 1969) Con Airto Moreira - Free (CTI, 1972) - Latino - Aquí Se Puede (Sobocode, 1984) Con Laura Nyro - Eli and the Thirteenth Confession (Columbia, 1968) - Christmas and the Beads of Sweat (Columbia, 1970) Con Flora Purim - Humble People -Con Airto Moreira- (Concord, 1985) Con The Rascals - Peaceful World (Columbia, 1971) Con Sal Salvador - You Ain't Heard Nothin' Yet! (Dauntless, 1963) Con Santana - Welcome (Columbia, 1973) Con Lalo Schifrin - Black Widow (CTI, 1976) - Towering Toccata (CTI, 1976) Con Don Sebesky - Giant Box (CTI, 1973) Con Carly Simon - Boys in the Trees (Elektra, 1978) Con Harris Simon - New York Connection (Overseas Records/Estwind, 1980/1984) - Grabado en 1978. Con Dakota Staton - I Want a Country Man (Groove Merchant, 1973) Con Bobby Timmons - Got to Get It! (Milestone, 1967) Con Stanley Turrentine - A Bluish Bag (Blue Note, 2007) - Grabado en 1967. Con Allen Vizzutti - Allen Vizzutti (Headfirst, 1981) - Skyrocket (Summit, 1995) |